# Mickey Moniak
McKenzie Matthew Moniak (Encinitas, California, 13 de mayo de 1998), más conocido como Mickey Moniak, es un jugador profesional estadounidense de béisbol que se desempeña en la posición de jardinero derecho en Los Angeles Angels, equipo de las Grandes Ligas de Béisbol (MLB).

## Carrera
Fue seleccionado en la primera ronda en el Draft de la MLB de 2016. En 2020 hizo su debut profesional con el equipo Philadelphia Phillies, en el cual jugó tres temporadas (2020-2022), después pasó a Los Angeles Angels, donde lleva jugando tres temporadas.